# Уайт, Саймон
Саймон Дэвид Мэнтон Уайт (англ. Simon David Manton White; род. 30 сентября 1951, Ашфорд, Англия) — британский астрофизик. Один из четырёх директоров Института астрофизики Макса Планка (с 1994). Член ряда академий и академических сообществ, лауреат престижных научных премий.

## Биография
Учился математике в кембриджском колледже Иисуса (где получил степень бакалавра искусств в 1972 году) и астрономии — в Торонтском университете (где получил степень магистра наук в 1974 году). В 1977 году в Кембриджском университете получил докторскую степень по астрономии (под руководством Д. Линден-Белла).
В 1977 и 1978 годах именной фелло кафедры астрономии Калифорнийского университета в Беркли.
В 1978—1980 годах исследователь колледжа Черчилля Кембриджского университета.
В 1980—1984 годах старший фелло лаборатории космических наук Калифорнийского университета в Беркли.
В 1984—1991 годах сотрудник факультета астрономии Аризонского университета, с 1987 года профессор, также в 1992 году.
В 1991 году возвратился в Кембридж, где преподавал до 1994 года.
В 1992—1994 годах директор Европейской ассоциации астрономических исследований.
С 1994 года научный член Общества Макса Планка и директор его Института астрофизики.

## Награды и признание
Член Лондонского королевского общества (1997). Член Леопольдины (2005). Иностранный член Национальной академии наук США (2007). Член Европейской академии (2009). Иностранный член Китайской академии наук (2015). Почётный профессор Мюнхенского университета (1994), а также Шанхайской (2000) и Пекинской обсерваторий (2002). Почётный гражданин Падуи (2010).
Отмечен следующими наградами:
- 1986 — Премия Хелены Уорнер
- 2000 — Премия Макса Планка
- 2005 — Премия Дэнни Хайнемана в области астрофизики
- 2006 — Золотая медаль Королевского астрономического общества
- 2010 — Премия Макса Борна[англ.]
- 2011 — Премия Грубера по космологии
- 2017 — Премия Шао по астрономии.